# 피프틴
피프틴(Fifteen)은 친환경 교통수단인 자전거와 유비쿼터스 IT를 접목한 새로운 유형의 교통시스템으로 2010년 3월 경기도 고양시에서 도입한 공공자전거 서비스를 말한다. 이 시스템은 프랑스(France) 파리(Paris)의 공공자전거 임대서비스 ‘벨리브(Velib)’를 벤치마킹 한 것으로, 이노 디자인과 삼천리자전거, 산업은행이 공동 구성한 민간 사업체 에코바이크(주)와 함께 고양시 건설과 자전거도로팀에서 주관하고 있다. ‘피프틴(Fifteen)’이라는 명칭은 자전거의 평균 속도인 시속 15킬로미터를 의미하며, 친환경 교통수단의 확대라는 도입 취지를 담고 있다.

## 시스템의 구성

### 피프틴 자전거
피프틴 자전거는 바구니, 거치대탈착부, 자가발전기, 안전커버가 장착되어 있어 사용자가 안전하고 편안하게 사용할 수 있도록 하였다. 전방 라이트는 자가 발전된 전력을 사용하며 LED 램프로 구성되어 있어 시인성이 우수하다. 뒷바퀴의 안전커버는 자전거 이용 시 옷이나 이물질이 끼이지 않도록 설계되었으며, 사용자의 편의를 위해 개인물건을 수납할 수 있는 바구니가 장착되어있다. 약 3000대의 피프틴 자전거가 설치되어 있다.

### 피프틴파크(스테이션)
피프틴파크(스테이션)는 자전거를 대여하는 장소로 고양시 곳곳에 현재 총 125개소가 있다. 피프틴파크는 스테이션구조물, 키오스크, 자전거, 거치대로 구성되어있는데 스테이션구조물은 비나 눈으로부터 시설을 보호하며 야간 조명 기능이 있어 사용자가 쉽게 찾을 수 있도록 돕는다.

#### 주요 피프틴파크 정보
| 역 번호 | 피프틴파크명             | 주소                     | 거치대수 |
| ------- | ------------------------ | ------------------------ | -------- |
| 101     | 어울림마을 701동 앞      | 덕양구 성사동(성사2동)   | 20       |
| 115     | 롯데마트 화정지점 맞은편 | 덕양구 화정동(화정2동)   | 30       |
| 127     | 행신3동 주민센터 앞      | 덕양구 행신동(행신3동)   | 15       |
| 141     | 용현초등학교 앞          | 덕양구 행신동(행신2동)   | 20       |
| 205     | 백신초교 옆              | 일산동구 백석동(백석2동) | 30       |
| 216     | 말머리공원               | 일산동구 마두동(마두2동) | 20       |
| 226     | 저동중학교 옆            | 일산동구 정발산동        | 20       |
| 236     | 성원2차아파트 201동      | 일산동구 풍동(풍산동)    | 20       |
| 250     | 중산동중앙공원 앞        | 일산동구 중산동          | 30       |
| 305     | 대화역 6번 출구          | 일산서구 대화동          | 20       |
| 315     | 성저공원 앞              | 일산서구 대화동          | 30       |
| 326     | 일산동문5차 502동 앞     | 일산서구 일산동(일산1동) | 20       |
| 340     | 일산역 본일산 방면       | 일산서구 일산동(일산2동) | 30       |

### 무인단말기(키오스크)
무인단말기(키오스크)는 피프틴파크에 설치되어 자전거 이용 시민의 사용 편의를 위하여 자전거 대여 및 반납 기능, 피프틴 소개, 피프틴파크 맵 정보 등을 제공하는 최종 단말장치이다. 상단부의 광고영역에는 피프틴 관련 광고 및 안내문이 부착되어있으며, 중앙의 터치스크린에는 서비스 이용 방법 및 피프틴파크 위치정보가 표시되어 있다. 하단부의 카드접촉부에 발급 받은 카드를 접촉하면 안내에 따라 자전거를 대여할 수 있다.

## 이용 안내

### 이용 대상
만 13세 이상의 남녀노소(도로교통법에 따라 어린이는 보호장구 착용) 누구나 사용할 수 있다. 단, 만 13~16세는 법정대리인의 동의가 필요하다.

### 이용 시간
하루 24시간, 365일 이용이 가능하다. 단, 자전거 이용이 어려운 동절기 일부 기간은 별도의 안내를 통해 서비스를 중지한다.

### 이용 방법
회원으로 이용하는 경우 피프틴 홈페이지에서 회원가입 및 카드를 발급하여 카드번호를 확인한 후 무인단말기에 카드를 대고 ‘회원 인증’ 후 자전거를 대여할 수 있다. 사용 후 반납하면 된다. 60분 이하 사용시 반납하고 다시 사용하는 방식으로 무제한 사용이 가능하며, 60분 초과시 초과누진요금이 적용된다.
준회원으로 이용하는 경우 가까운 가맹점(바이더웨이, 세븐일레븐)에서 준회원권을 구입한 후, 무인단말기(키오스크)에 피프틴데이트카드(준회원권)를 대고 ‘휴대폰 인증’을 거쳐 자전거를 대여할 수 있다. 60분 이하 사용시 반납하고 다시 사용하는 방식으로 무제한 사용이 가능하며, 60분 초과시 초과누진요금이 적용된다.
비회원으로 이용하는 경우 무인단말기(키오스크)에서 ‘휴대폰 인증’후 자전거를 대여할 수 있으며 사용후 반납하면 된다. 기본 60분 요금은 1,000원이며 60분 초과시 초과누진요금이 적용된다.

### 회원권 종류/요금
회원권은 3개월 20,000원/ 6개월 40,000원/ 1년 60,000원/ 2년 90,000원/ 3년 126,000원이며, 준회원권은 60일(2개월) 20,000원/ 90일(3개월) 30,000원/ 180일(6개월) 50,000원이다. 기간 연장은 회원권의 경우에만 3개월/6개월/1년/2년/3년 단위로 연장이 가능하다.

### 회원권 사용기간 시작 시점
회원권의 경우 카드수령하신 후 홈페이지에서 카드번호 확인을 하거나 무인단말기에서 ‘비밀번호 확인하기’를 누르면 사용이 시작된다. (기간 연장 시에도 동일하다.) 준회원권의 경우 카드를 가맹점에서 구입한 후 무인단말기 카드에 대고 ‘휴대폰 인증’을 하면 사용이 시작된다.

### 이용시간 초과에 따른 추가요금(과금) 산정 기준
| 구분   | 기본 60분 | ~70분    | ~100분   | ~130분    | ~160분    | ~190분    | 최대초과 |
| ------ | --------- | -------- | -------- | --------- | --------- | --------- | -------- |
| 회원   | -         | 500      | 1,500    | 3,000     | 4,500     | 6,000     | 10,000   |
| 준회원 | -         | 1일 차감 | 5일 차감 | 10일 차감 | 15일 차감 | 20일 차감 | -        |
| 비회원 | -         | 1,000    | 2,500    | 4,500     | 6,500     | 8,500     | 20,000   |

- 기본시간(60분) 이용 후 반납 없이 계속해서 이용할 때 30분마다 초과 누진요금이 부과된다.

### 유의사항
기본 60분 대여시간 초과 시 요금은 신용카드/휴대폰으로 다음달에 청구(자동결제)된다. 요금 결제 수단(신용카드/휴대폰)은 홈페이지의 마이페이지>과금내역>과금인증/결제변경 페이지에서 변경할 수 있다. 자전거 반납 시 해당 피프틴파크에 비어 있는 거치대가 없을 경우, 무인단말기에서 (신고안내)를 클릭하거나 통합관제센터로 연락하면 확인 후 반납이 가능하다.

## 효과 및 전망

### 효과
비교적 저렴하고 높은 접근성으로 인해 시행한 지 20일 만에 회원수가 7천명을 넘어섰고, 하루 평균 이용객도 1천 300명을 넘어섰다. 서비스 이용횟수는 처음 10개월 동안 84만 3799회에 이른다.

### 문제점
그러나 앞으로 더 늘어나게 될 출퇴근 수요의 흡수와 자전거 도로 확충과 같은 보완할 점에 대한 지적도 적지 않다. 피프틴스테이션 인근의 자전거 판매점의 매출에 악영향을 미쳐 영세업자들에 대한 대책 마련이 시급하다는 의견도 제기되었다. 국민참여당 박시동 시의원은 피프틴 사업자인 에코바이크가 경영 압박에도 불구, 방만한 운영을 일삼고 있다고 질타하기도 했다. 또한 대부분의 피프틴 스테이션(대여소)이 일산동·서구와 덕양구의 중심가 지역에만 설치 되어 있고 외곽 밀집지역(대화지구, 식사지구, 벽제지역, 삼송지구등)에는 설치되어 있지 않아 해당 지역 주민은 사용할 수 없다는 점도 지적되고 있다.

### 전망
고양시청 건설과에 따르면 현재 고양시 자전거 전용도로는 총 178km로, 2015년도까지 360km로 확대된다. 또한 안전 펜스 설치, 자전거 도로 턱 낮춤 사업 등의 시설 보강 공사도 함께 진행하고 있다.
피프틴 제도의 정착은 장기적으로 탄소 배출 감소는 물론 교통 분담률을 높이는데 기여할 것으로 예상된다.